# Bušince (Kosovska Kamenica)
Pour l’article homonyme, voir Bušince.
Bušince en serbe latin et Bushincë en albanais (en serbe cyrillique : Бушинце) est une localité du Kosovo située dans la commune/municipalité de Kamenicë/Kosovska Kamenica, district de Gjilan/Gnjilane (Kosovo) ou district de Kosovo-Pomoravlje (Serbie). Selon le recensement kosovar de 2011, elle compte 128 habitants, dont une majorité de Serbes.
Selon le découpage administratif du Kosovo, le village est rattaché à la commune/municipalité de Novobërdë/Novo Brdo, dans le district de Pristina.

## Démographie

### Évolution historique de la population dans la localité
| 1948 | 1953 | 1961 | 1971 | 1981 | 1991 | 2011 |
| ---- | ---- | ---- | ---- | ---- | ---- | ---- |
| 609  | 534  | 631  | 592  | 518  | 372  | 128  |

|  |